# Jaïrzinho Cardoso
Jaïrzinho Cardoso (Marsiglia, 8 febbraio 1977) è un giocatore di beach soccer ed ex calciatore francese di origini brasiliane, attaccante del Marsiglia e della nazionale francese.

## Carriera
Nel 2023 si aggiudica il campionato francese di beach soccer con il Marsiglia.